# 藝術治療
藝術治療（英語：Art therapy）是一種利用藝術材料，如繪畫、粉筆與標示物等表達性治療（expressive therapy）的形式。藝術治療結合傳統的精神療法（Psychotherapy）理論與技巧，並運用創意過程的心理學意涵，特別是不同藝術材料的情感特性。藝術治療的创始人是英國的藝術心理学家愛德華·亞當森。

## 參照
- 舞蹈治療（dance therapy）
- 戲劇治療（drama therapy）
- 表達性治療（expressive therapy）
- 音樂治療（music therapy）
- 意識景觀（Inscape）：詩意的、形而上的
- 意識景觀 (視覺藝術)（Inscape）：與羅貝托·馬塔（Roberto Matta）、超現實主義與心理分析作聯想
- 過程藝術（process art）

## 進階閱讀
- Malchiodi, Cathy A. (2006). The Art Therapy Sourcebook (2nd ed.). New York:  McGraw-Hill.  ISBN 0071468277.
- Malchiodi, Cathy A. (2003). Handbook of Art Therapy. New York: Guilford. ISBN 1572308095.
- Hogan, S. 2001. Healing Arts: The History of Art Therapy. London: Jessica Kingsley Press. ISBN 1-85302-799-5
- Buchalter, Susan I. (2004). "A Practical Art Therapy". London: Jessica Kingsley Press. ISBN 1-84310-769-4.

## 外部連結
- （英文）國際藝術治療期刊（International Arts Therapies Journal）